# Лучка (Миргородський район)

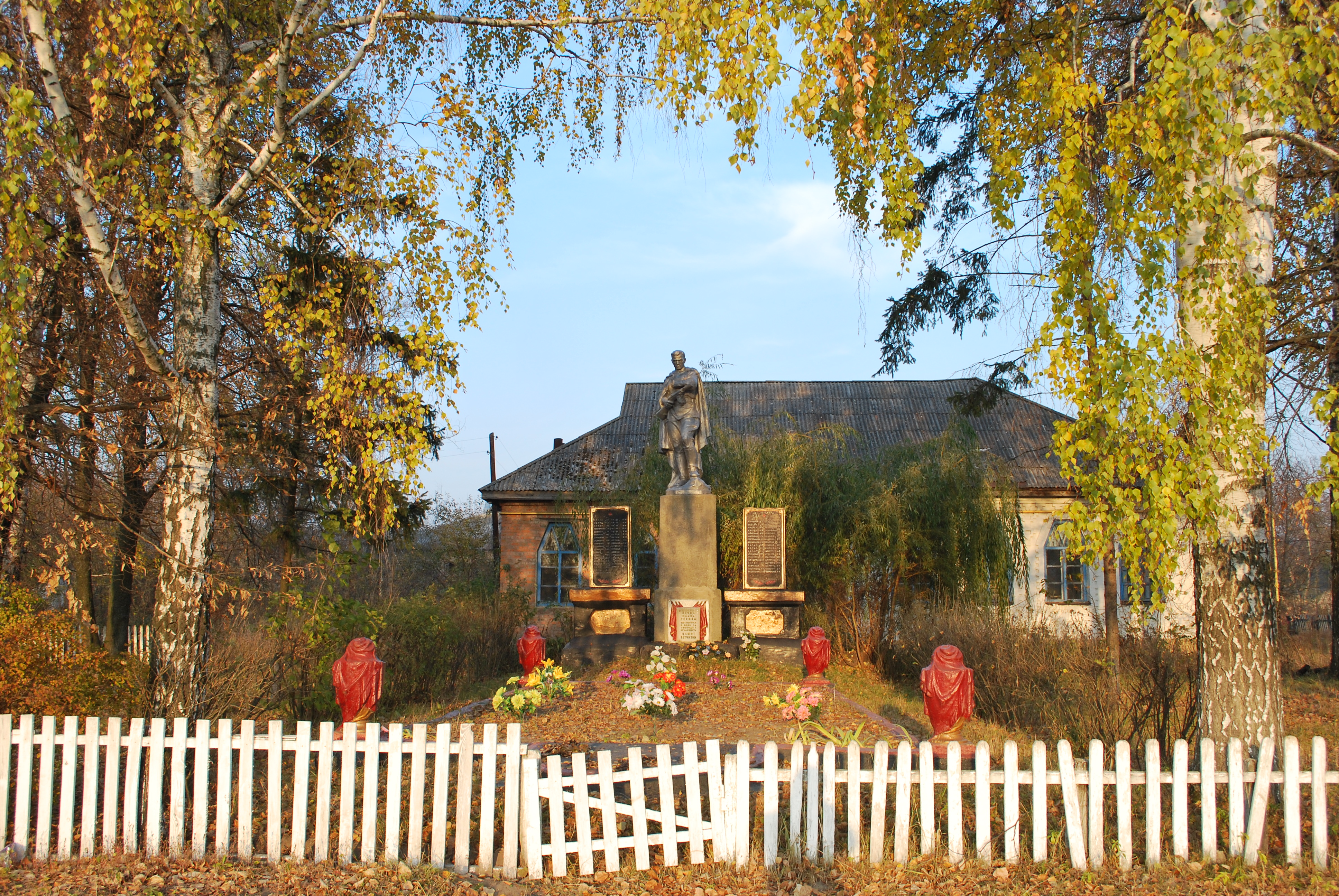

Лу́чка —  село в Україні, у Сенчанській сільській громаді Миргородського району Полтавської області. Населення становить 284 осіб. Орган місцевого самоврядування — Сенчанська сільська рада.

## Географія
Село Лучка знаходиться на правому березі річки Сула, вище за течією на відстані 2 км розташоване село Сенча, нижче за течією на відстані 2,5 км розташоване село Хитці, на протилежному березі - село Рудка. Річка в цьому місці звивиста, утворює лимани, стариці та заболочені озера.

## Населення

### Мова
Розподіл населення за рідною мовою за даними перепису 2001 року:
| Мова       | Кількість | Відсоток |
| ---------- | --------- | -------- |
| українська | 277       | 97.54%   |
| російська  | 6         | 2.11%    |
| білоруська | 1         | 0.35%    |
| Усього     | 284       | 100%     |

## Економіка
- Молочно-товарна ферма.